# Geert Blanchart
Geert Blanchart (Lovanio, 30 ottobre 1966) è un pattinatore di short track belga.

## Biografia
Vinse la medaglia di bronzo ai mondiali di Amsterdam 1990 nella staffetta 5000 m.
Rappresentò il Belgio ai Giochi olimpici invernali di Albertville 1992 sfilando come alfiere durante la cerimonia d'apertura. In gara ottenne il 6º posto nei 1000 m e il 9º nella staffetta 5000 m, assieme a Franky Vanhooren, Alain De Ruyter, Geert Dejonghe e Stephan Huygen.
Tornò ai Giochi olimpici invernali a Lillehammer 1994, dove si piazzò il 31º nei 1000 m

## Palmarès
- Mondiali

Amsterdam 1990: bronzo nella staffetta 5000 m;